# قطعنامه ۱۲۵۸ شورای امنیت
قطعنامه ۱۲۵۸ شورای امنیت سازمان ملل متحد که در تاریخ ۰۶ اوت ۱۹۹۹ تصویب شد، سندی بین‌المللی دربارهٔ اوضاع در مورد جمهوری دموکراتیک کنگو است. این قطعنامه طی نشست ۴۰۳۲ام با ۱۵ رای موافق، ۰ مخالف و ۰ ممتنع تصویب شد.